# Karches (Bischofsgrün)
Karches (früher auch Weißmainshochofen genannt) ist ein Gemeindeteil der Gemeinde Bischofsgrün im Landkreis Bayreuth (Oberfranken, Bayern). Karches liegt in der Gemarkung Bischofsgrün.

## Geografie
Die Einöde liegt inmitten des Bischofsgrüner Forstes im Hochtal des Weißen Mains am Karchesweiher. Ab 1660 diente der Karchesweiher zur Holzflöße, seine heutige Größe erhielt er nach dem Bau der vorbeiführenden Fichtelgebirgsstraße. 500 Meter östlich von Karches und nördlich der Bundesstraße 303 liegt der Paschenweiher, der noch im 18. Jahrhundert als Hauptfloßweiher oder oberer Floßweiher bezeichnet wurde. Die B 303 führt nach Birnstengel (3,2 km nordwestlich) bzw. an Silberhaus vorbei nach Tröstau (8 km südöstlich).

## Geschichte
1706 erbaute Hammermeister Johann Christoph Weller den Weißmainshochofen mit einer zugehörigen Wohnung für die Schmelzer; er verarbeitete den in der näheren Umgebung vorkommende Eisenglimmer. 1716 kam der Besitz an seinen Schwiegersohn von Paschwitz, 1720 an die Hammerherren von Roth, 1735 ging der Hochofen ein. Roth verkaufte am 13. Februar 1757 Haus und Grundstück an den Dienstknecht Johann Karches auf dem Fröbershammer, zu dieser Zeit bestand bereits ein „Schutzteich“ (schützen: stauen). Weißmainshochofen gehörte zur Realgemeinde Bischofsgrün. Gegen Ende des 18. Jahrhunderts bestand Weißmainshochofen aus einem Anwesen. Die Hochgerichtsbarkeit stand dem bayreuthischen Stadtvogteiamt Berneck zu. Das Kastenamt Gefrees war Grundherr des Wohnhauses.
Von 1797 bis 1810 unterstand Weißmainshochofen dem Justiz- und Kammeramt Gefrees. Infolge des Ersten Gemeindeedikts wurde Weißmainshochofen dem 1812 gebildeten Steuerdistrikt Bischofsgrün und der Ruralgemeinde Bischofsgrün zugewiesen. Das Haus ging an den Staat über, der es 1841 wieder verkaufte; 1857 erwarb der Staat erneut das Haus, es diente einem staatlichen Waldaufseher und wurde 1898 neu erbaut. Seit 1970 ist das Waldhaus Karches wieder in Privatbesitz.

### Einwohnerentwicklung
| Jahr      | 001818 | 001861 | 001871 | 001885 | 001900 | 001925 | 001950 | 001961 | 001970 | 001987 |
| Einwohner | 8      | 6      | 4      | 7      | 5      | 5      | 2      | 7      | 1      | 4      |
| Häuser    | 2      |        |        | 1      | 1      | 1      | 1      | 1      |        | 1      |
| Quelle    | [ 7 ]  | [ 10 ] | [ 11 ] | [ 12 ] | [ 13 ] | [ 14 ] | [ 15 ] | [ 16 ] | [ 17 ] | [ 1 ]  |

## Religion
Karches ist evangelisch-lutherisch geprägt und war ursprünglich nach St. Trinitatis (Berneck) gepfarrt. Seit dem 19. Jahrhundert ist die Pfarrei St. Matthäus (Bischofsgrün) zuständig.

## Freizeit
Karches ist Ausgangsort für Wanderungen zu den Bergen Ochsenkopf, Schneeberg, zur Quelle des Weißen Mains, zu den Weißmainfelsen. Wanderwege sind: Main-Wanderweg, Quellenweg, Goetheweg und Naturlehrpfad oberes Weißmaintal.